# 착암기

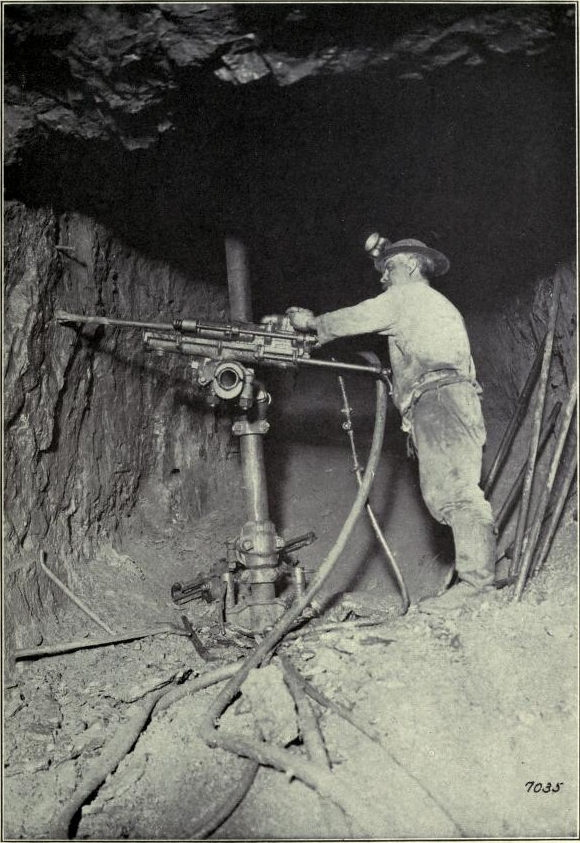

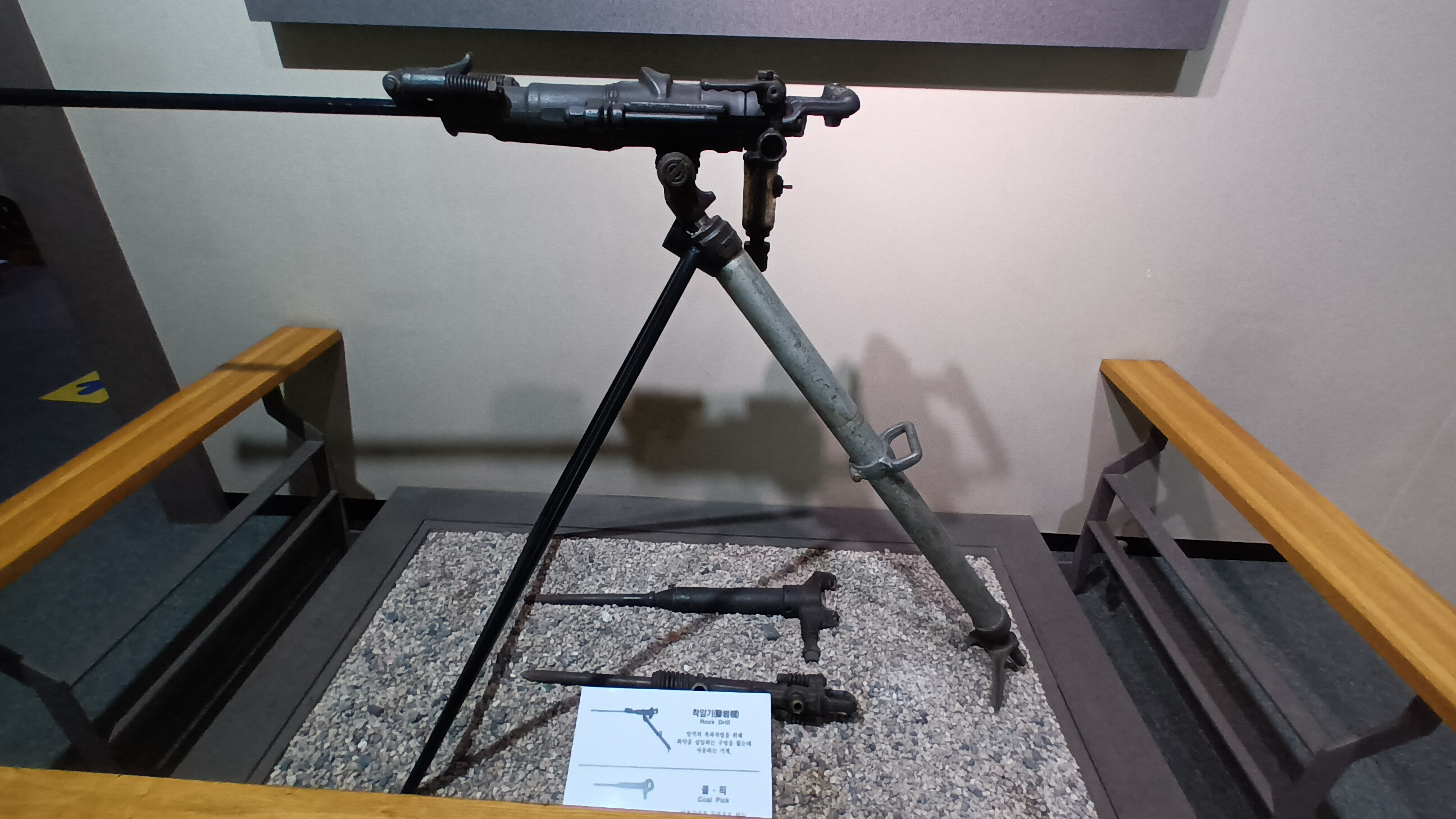
태백석탄박물관에 전시된 착암기

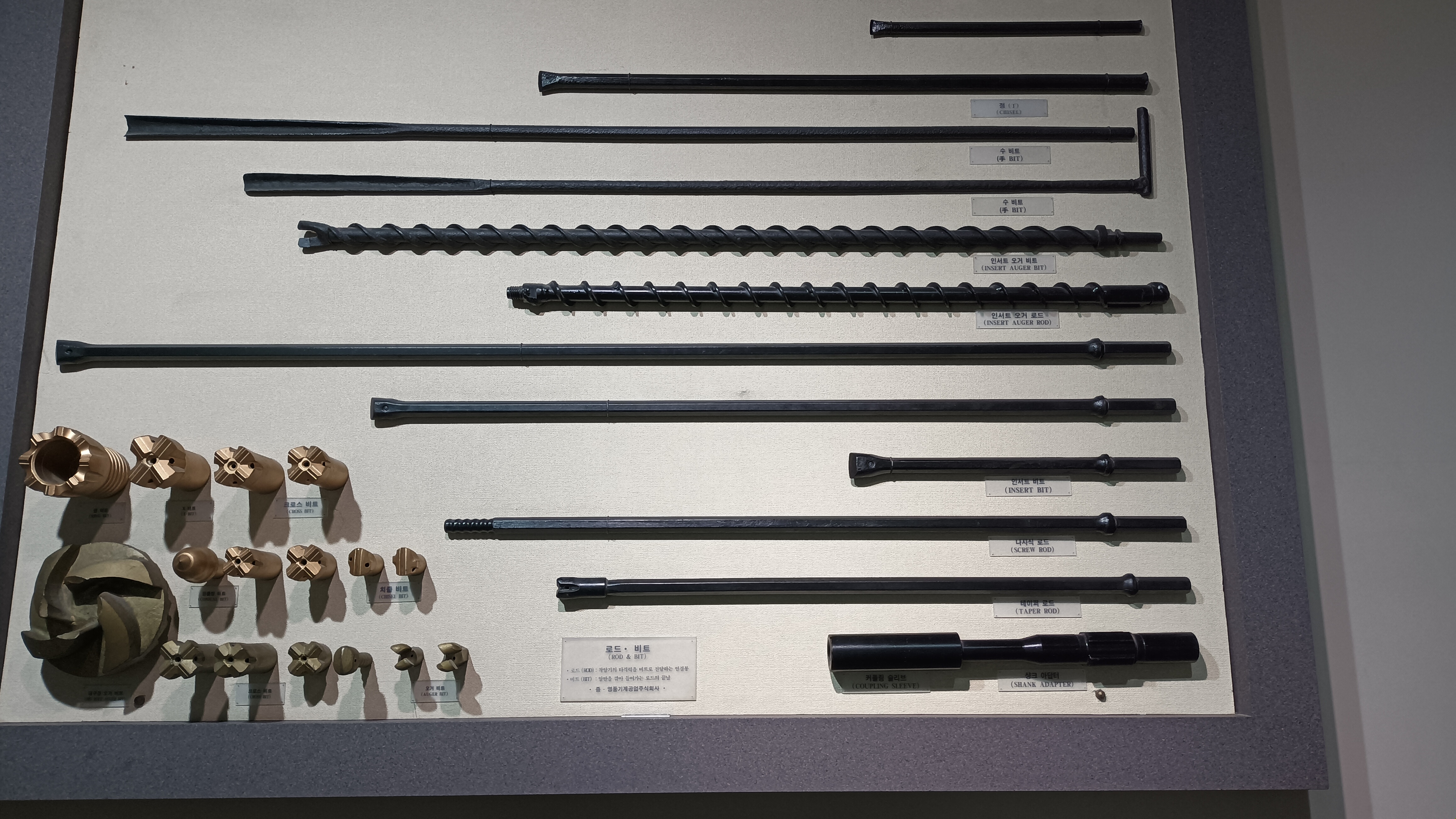
태백석탄박물관에 전시된 착암기 드릴

착암기(鑿岩機, drifter drill, rock drill)는 암석에 구멍을 내기 위해 광업과 토목공학 분야에 사용되는 도구이다. 착암기는 다이너마이트나 기타 폭발물을 배치하기 위한 공간을 만들거나 플러그 앤드 페더(Plug and feather) 채석을 위한 구멍을 만들기 위해 사용된다.

## 역사
1849년, 필라델피아주의 미국인 발명가 J. J. Couch는 착암기의 첫 특허를 받았다.
1851년, James Fowle은 증기나 압축공기로 구동되는 착암기의 특허를 받았다.

## 같이 보기
- 굴착기